# Назаров, Андрей Викторович (футболист)
Андрей Викторович Назаров (21 января 1979, Москва) — российский футболист, выступавший на позиции нападающего. Сыграл 34 матча и забил 7 голов в высшей лиге Белоруссии.

## Биография
Воспитанник футбольной школы московского «Спартака». В 1997 году сыграл 14 матчей и забил 2 гола за дубль «Спартака» в третьей лиге, также играл за молодёжный состав команды в любительском первенстве. После ухода из «Спартака» выступал во втором дивизионе за «Славянск», «Спортакадемклуб» и «КАМАЗ».
В 2002 году перешёл в белорусский «Гомель». Первый гол за новую команду забил во втором туре чемпионата страны 21 апреля 2002 года в ворота брестского «Динамо». Со своей командой стал обладателем Кубка Белоруссии сезона 2001/02, но в финальном матче остался в запасе. В 2003 году вместе с командой стал чемпионом Белоруссии, однако сыграл в чемпионском сезоне лишь 11 матчей из 30, сыгранных командой. Всего на счету форварда 34 матча и 7 голов в высшей лиге Белоруссии, также принимал участие в матчах еврокубков.
В возрасте 24 лет завершил профессиональную карьеру, в дальнейшем выступал за любительские клубы Москвы и Подмосковья.